# Jacques Dubochet

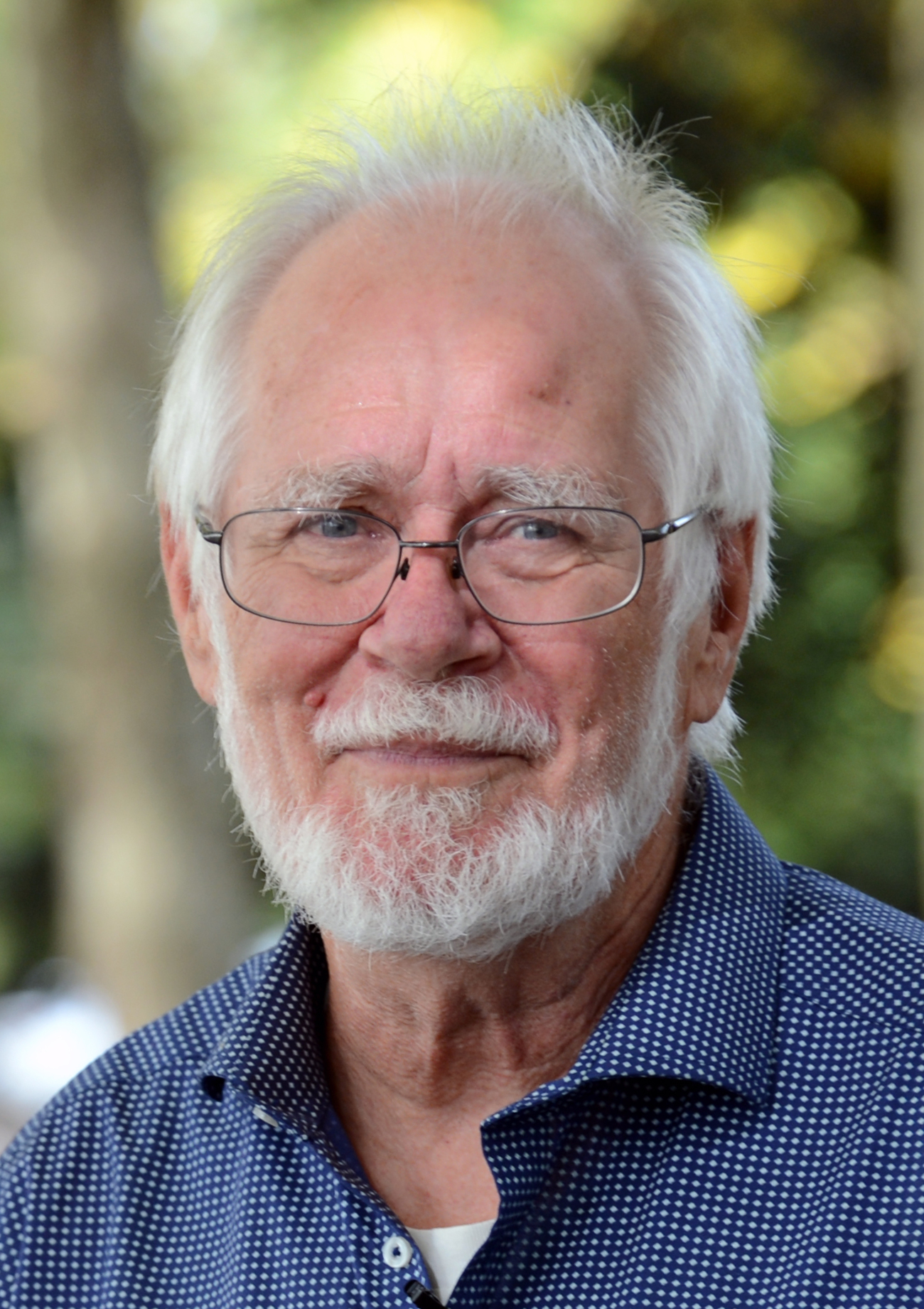
Jacques Dubochet (2017).

Jacques Dubochet (sinh ngày 8 tháng 6 năm 1942) là một nhà vật lý sinh học đã về hưu người Thụy Sĩ. Ông là một cựu nghiên cứu viên tại Phòng thí nghiệm sinh học phân tử châu Âu tại Heidelberg, Đức, và một giáo sư danh dự về vật lý sinh học tại Đại học Lausanne ở Thụy Sĩ.
Năm 2017, ông được trao tặng giải Nobel hóa học cùng với Joachim Frank và Richard Henderson "vì đã phát triển hiển vi điện tử lạnh để xác định cấu trúc các phân tử sinh học có độ phân giải cao trong dung dịch".